# فیفتی‌سیکس (آرکانزاس)
فیفتی‌سیکس (به انگلیسی: Fiftysix) یک منطقهٔ مسکونی در ایالات متحده آمریکا است که در شهرستان کریگهد، آرکانزاس واقع شده‌است. فیفتی‌سیکس ۸۹٫۹۲ متر بالاتر از سطح دریا واقع شده‌است.